# A Million Lights
A Million Lights è il terzo album della cantante britannica Cheryl, che è stato pubblicato il 15 giugno 2012 in Irlanda e in Brasile dalle etichette discografiche Polydor Records, Universal e Fascination. L'album è stato registrato tra il 2011 e il 2012 e riesce a fondere numerosi stili musicali, tra cui, il pop, dance pop e il dubstep; quest'ultimo presente nella traccia Love Killer. Il primo singolo estratto dall'album è Call My Name che ha debuttato alla 1ª posizione nella classifica del Regno Unito vendendo oltre 152.000 copie mentre il secondo è Under the Sun, annunciato dalla stessa cantante, che è stato pubblicato il 10 settembre 2012 (anche se reso disponibile in download digitale già da agosto),infine il terzo singolo "Ghetto Baby" è stato pubblicato il 26 dicembre 2012 .

## Tracce
Edizione standard
1. Under the Sun – 3:30
2. Call My Name – 3:28
3. Craziest Things – 3:13
4. Girl in the Mirror – 3:30
5. A Million Lights – 3:23
6. Screw You – 3:37
7. Love Killer – 3:47
8. Ghetto Baby – 2:49
9. Sexy Den a Mutha – 3:40
10. Mechanics of the Heart – 3:16
11. All Is Fair – 3:25

Versione deluxe
1. Last One Standing – 3:10
2. Boys Lie – 3:39
3. One Thousand – 3:43
4. Telescope – 2:32

## Successo commerciale
A Million Lights, terzo album di Cheryl, ha debuttato al secondo posto nel Regno Unito vendendo 34.934 copie, solo 3.000 copie in meno rispetto all'album più venduto ovvero Believe di Justin Bieber. È il primo album della cantante a non debuttare al primo posto nella Official Albums Chart ed a non vendere almeno 100.000 copie nella prima settimana; 3 Words ha, infatti, venduto 125.271 mentre Messy Little Raindrops, 105.431. La settimana successiva, A Million Lights è sceso alla 6ª posizione, vendendo 13.100 copie (il 62% in meno della settimana precedente).

## Classifiche
| Classifica (2012) | Posizione massima |
| ----------------- | ----------------- |
| Belgio (Vallonia) | 144               |
| Irlanda           | 2                 |
| Polonia           | 78                |
| Regno Unito       | 2                 |
| Spagna            | 96                |

## Pubblicazione
| Paese       | Data           | Formato               | Etichetta Discografica    | Edizione                              |
| ----------- | -------------- | --------------------- | ------------------------- | ------------------------------------- |
| Irlanda     | 15 giugno 2012 | CD, Download digitale | Polydor Records           | Standard, deluxe                      |
| Brasile     | 15 giugno 2012 | Download digitale     | Polydor Records           | Standard, deluxe                      |
| Regno Unito | 18 giugno 2012 | CD, Download digitale | Polydor, Fascination      | Standard, deluxe, super deluxe boxset |
| Polonia     | 19 giugno 2012 | CD, Download digitale | Universal Music Group     | Standard                              |
| Italia      | 19 giugno 2012 | CD, Download digitale | Universal Music Group     | Standard                              |
| Australia   | 22 giugno 2012 | CD, Download digitale | Universal Music Australia | Standard                              |